# Línea 500 (Merlo)
La línea 500 es una línea de colectivos del Área Metropolitana de Buenos Aires. Une la Estación Merlo y la Estación San Antonio de Padua con los barrios de Pontevedra, Parque San Martín, Libertad y la Parada Merlo Gómez.
La línea es operada por la Transportes Unidos de Merlo S.A.C.I.I.

## Recorrido
Esta línea cuenta con varios ramales

### Ramal DA - Estación San Antonio de Padua - San Lorenzo
Ida a San Lorenzo: Desde Estación San Antonio de Padua, Avenida Juan Domingo Perón y Directorio por Avenida Juan Domingo Perón, Ayacucho, Mario Bravo, San Lorenzo, J. M. Castro hasta Almirante Brown.
Vuelta a Estación San Antonio de Padua: Desde Almirante Brown y J. M. Castro por J. M. Castro, San Lorenzo, Mario Bravo, Ayacucho, Centenario, M. Quintana, Italia, Noguera, Chaco, Avenida de los Estudiantes hasta Avenida Juan Domingo Perón, Estación San Antonio de Padua.

### Ramal DB - Estación San Antonio de Padua - La Teja
Ida a La Teja: Desde Estación San Antonio de Padua, Avenida Juan Domingo Perón y Directorio por Avenida Juan Domingo Perón, Noguera, Avenida Eva Perón, Avenida Patricios hasta París.
Vuelta a Estación San Antonio de Padua: Desde París y Avenida Patricios por Avenida Patricios, Avenida Eva Perón, Directorio, Chaco hasta Echeverría.

### Ramal DC - Estación San Antonio de Padua - Pontevedra
Ida a Pontevedra: Desde Estación San Antonio de Padua, Avenida Juan Domingo Perón y Directorio por Avenida Juan Domingo Perón, Noguera, Avenida Eva Perón, Avenida Patricios, Nicaragua, Malvinas, Gallo, Santo Domingo, P. Rivarola, Avenida Bella Vista, Otero (Ruta Provincial N° 21), De La Unión, De los Franceses hasta Del Perú.
Vuelta a Estación San Antonio de Padua: Desde Del Perú y De los Franceses por De los Franceses De La Unión, Otero (Ruta Provincial N° 21), Avenida Bella Vista, P. Rivarola, Santo Domingo, Gallo, Malvinas, Nicaragua, Avenida Patricios, Avenida Eva Perón, Directorio, Chaco, Avenida de los Estudiantes hasta Avenida Juan Domingo Perón, Estación San Antonio de Padua.

### Ramal DD - Estación San Antonio de Padua - Campanilla (x Rivadavia)
Ida a Campanilla: Desde Estación San Antonio de Padua, Avenida Juan Domingo Perón y Directorio por Avenida Juan Domingo Perón, Noguera, Avenida Eva Perón, Avenida Patricios, Avenida Domingo Sica, Lafayette, Almirante Brown, Garmendia, Zárraga hasta A. Nervo.
Vuelta a Estación San Antonio de Padua: Desde A. Nervo y Zárraga por Zárraga, Garmendia, Almirante Brown, Lafayette, Avenida Domingo Sica, Avenida Patricios, Avenida Eva Perón, Directorio, Chaco, Avenida de los Estudiantes hasta Avenida Juan Domingo Perón, Estación San Antonio de Padua.

### Ramal DE - Estación Merlo - Lasalle
Ida a Barrio Lasalle: Desde Estación Merlo, Moreno y Avellaneda por Moreno, Falucho, Avenida Juan Domingo Perón, Avenida del Libertador, Maipú, Avellaneda, Avenida Argentina, Perú, Avenida del Libertador, Calle Real, Avenida Eva Perón, Avenida Patricios, Otero (Ruta Provincial N° 21), Monte Dinero, Montes de Oca, Monte Dinero, Otero (Ruta Provincial N° 21) hasta Pedro Díaz Colodrero.
Vuelta a Estación Merlo: Desde Pedro Díaz Colodrero y Otero (Ruta Provincial N° 21) por Otero (Ruta Provincial N° 21), Monte Dinero, Montes de Oca, Monte Dinero, Otero (Ruta Provincial N° 21), Avenida Patricios, Avenida Eva Perón, Calle Real, Avenida del Libertador, Perú, Avenida Argentina, Avellaneida, Maipú, Avenida del Liberador, Avenida Juan Domingo Perón, Ayacucho, General Alvear, M. Quintana, Italia, Díaz de Solís, Calle Real, Avenida del Libertador hasta Avenida Juan Domingo Perón.

### Ramal DF - Estación Merlo - Merlo Gómez (x Pearson)
Ida a Merlo Gómez: Desde Estación Merlo, Avenida del Libertador, Perú, Constitución, J. M. Castro, Santo Domingo, Rivarola, Avenida Bella Vista hasta Coronel Hortiguera.
Vuelta a Estación Merlo: Desde Avenida Bella Vista y Coronel Hortiguera, Rivarola, Santo Domingo, Gallo, J. M. Castro, Bolívar, Avenida del Libertador hasta Avenida Juan Domingo Perón.

### Ramal DG - Estación Merlo - Merlo Gómez (x Barrio Nuevo)
Ida a Merlo Gómez: Desde Estación Merlo, Avenida del Libertador, Calle Real, Avenida Eva Perón, Avenida Patricios, Nicaragua, Malvinas, Colombia, Avenida Bella Vista hasta Coronel Hortiguera.
Vuelta a Estación Merlo: Desde Avenida Bella Vista y Coronel Hortiguera, Colombia, Malvinas, Honduras, Avenida Patricios, Avenida Eva Perón, Calle Real, Avenida del Libertador hasta Juan Domingo Perón.

### Ramal DH - Estación San Antonio de Padua - Barrio Nuevo
Ida a Barrio Nuevo: Desde Estación San Antonio de Padua, Avenida Juan Domingo Perón y Directorio por Avenida Juan Domingo Perón, Ayacucho, Intendente Mendiluce, Scalabrini Ortiz, Centenario, A. Nobel, Pueyrredón, Martín Fierro, Juan Bautista Alberdi, Habana, Pueyrredón, Avenida Eva Perón, Avenida Patricios, Nicaragua, Malvinas, Colombia, Avenida Bella Vista hasta Obarrio.
Vuelta a Estación San Antonio de Padua: Desde Obarrio y Avenida Bella Vista por Avenida Bella Vista, Colombia, Malvinas, Nicaragua, Avenida Patricios, Avenida Eva Perón, Pueyrredón, Habana, Juan Bautista Alberdi, Martín Fierro, Pueyrredón, A. Nobel, Centenario, Scalabrini Ortiz, Intendente Mendiluce, Italia, Noguera, Chaco, Avenida de los Estudiantes hasta Avenida Juan Domingo Perón, Estación San Antonio de Padua.

### Ramal DI - Estación San Antonio de Padua - Pericón
Ida a Pericón: Desde Estación San Antonio de Padua, Avenida Juan Domingo Perón y Directorio por Avenida Juan Domingo Perón, Ayacucho, Intendente Mendiluce, Scalabrini Ortiz, Centenario, A. Nobel, Sarmiento, Lisandro de la Torre, Bartolomé Mitre, French, J. M. Castro, Blanco Encalada hasta Balbastro.
Vuelta a Estación San Antonio de Padua: Desde Balbastro y Blanco Encalada por Blanco Encalada, J. M. Castro, French, Bartolomé Mitre, Lisandro de la Torre, Sarmiento, A. Nobel, Centenario, Scalabrini Ortiz, Intendente Mendiluce, Italia, Noguera, Chaco, Avenida de los Estudiantes hasta Avenida Juan Domingo Perón, Estación San Antonio de Padua.

### Ramal DJ - Estación San Antonio de Padua - Hospital Malvinas (x El Ceibo)
Ida a Hospital Malvinas: Desde Estación San Antonio de Padua, Avenida Juan Domingo Perón y Esteban EcheverrÍa por Avenida Juan Domingo Perón, Noguera, Cochabamba, J. Barabino, Miller, Marcos Paz, Castañares, Mataco, Craig, Helvecia, Atahualpa, Pedro Chutro, Gamboa, Zabaleta, Méndez, Helvecia, Santa Rosa, Almagro, Vieytes, Amadeo Sabatini, Mario Bravo, Treinta y Tres Orientales, Marcos Sastre, Fray Luis Beltrán, Mario Bravo, 25 de Mayo, Calle Real, Avenida del Libertador, Moreno, Juncal, Juan Manuel de Rosas, Avenida Bicentenario, Cuerva, Hospital Malvinas.
Vuelta a Estación San Antonio de Padua: Desde Hospital Malvinas, Avenida Doctor Ricardo Balbín, Avenida Bicentenario, Juan Manuel de Rosas, Constitución, Suipacha, Mendoza, Suipacha , Libertad, Avenida Juan Domingo Perón, Avenida del Libertador, Calle Real, Padre Espinal, 25 de Mayo, Mario Bravo, Fray Luis Beltrán, Marcos Sastre, Treinta y Tres Orientales, Balcarce, Víctor Mercante, Vieytes, Almagro, Santa Rosa, Helvecia, Eliseo Segura, Helvecia, Gamboa, Méndez, Zabaleta, Gamboa, Pedro Chutro, Atahualpa, Helvecia, Craig, Sánchez, Castañares, Marcos Paz, Miller, J. Barabino, Río Negro, Directorio, Chaco hasta Esteban Echeverría.

### Ramal DK - Estación Merlo - Helvecia (x Estación San Antonio de Padua)
Ida a Helvecia: Desde Estación Merlo, Avenida del Libertador y Avenida Presidente Juan Domingo Perón por Avenida del Libertador, Calle Real, San Martín, Italia, M. Quintana, Avenida Presidente Juan Domingo Perón, Avenida Esteban Echeverría, Defensa, Noguera, Avenida Eva Perón, V. Mercante, H. Vieytes, Helvecia, Costa Rica, Boulogne Sur Mer, J. Jufré hasta Colombia.
Vuelta a Estación Merlo: Desde Colombia y J. Jufré por J. Jufré, Boulogne Sur Mer, Costa Rica, Helvecia, H. Vieytes, V. Mercante, Avenida Eva Perón, Ayacucho, General Alvear, M. Quintana, Italia, Díaz de Solís, Calle Real, Avenida del Libertador hasta Avenida Presidente Juan Domingo Perón.

### Ramal DL - Estación Merlo - El Cortijo
Ida a El Cortijo: Desde Estación Merlo, Avenida del Libertador y Avenida Presidente Juan Domingo Perón por Avenida del Libertador, Calle Real, Rawson, Mario Bravo, Almirante Brown, Carlos Tejedor, San Martín, Marcos Sastre, Ayacucho, Marcos Sastre, San Lorenzo, J. M. Castro, Gallo, Escobar, Colombia, Jufré, Sívori, Hornos, Donofrio, Zabaleta, Juan Olmos, Helguera, Atahualpa, Avenida Bella Vista hasta Doblas.
Vuelta a Estación Merlo: Desde El Cortijo, Avenida Bella Vista y Blanco Ibáñez por Avenida Bella Vista, Atahualpa, Helguera, Juan Olmos, Zabaleta, Donofrio, Hornos, Sívori, Jufré, Colombia, Escobar, Gallo, J. M. Castro, San Lorenzo, Marcos Sastre, Ayacucho, Marcos Sastre, San Martín, Carlos Tejedor, Almirante Brown, Mario Bravo, 25 de Mayo, Calle Real, Avenida Libertador y Avenida Presidente Juan Domingo Perón. 

### Ramal C - Estación San Antonio de Padua - El Ceibo
Ida a El Ceibo: Desde Estación San Antonio de Padua, Avenida Juan Domingo Perón y Directorio por Avenida Juan Domingo Perón, Noguera, Cochabamba, J. Barabino, Miller, Marcos Paz hasta Melián.
Vuelta a Estación San Antonio de Padua: Desde Melián y Marcos Paz por Marcos Paz, Miller, J. Barabino, Cochabamba, Avenida de los Estudiantes hasta Avenida Juan Domingo Perón, Estación San Antonio de Padua. 